# Isabela Sekeff
Isabela Sekeff (Rio de Janeiro, 8 de abril de 1971) é uma maestrina brasileira.

## Biografia
Isabela Sekeff nasceu no Rio de Janeiro. Estuda música desde os sete anos de idade e há vinte e quatro anos, vem se dedicando ao canto coral. O período de 11 anos como clarinetista fez com que Isabela tivesse um contato direto com a Música Erudita e a Música Popular, por meio de atuações em orquestras e grupos de câmara. 
Isabela Sekeff é Licenciada em Música pela Universidade de Brasília, Especialista em Musicoterapia pelo Conservatório Brasileiro de Música (1996), e Mestre em Regência Coral pela Universidade de Missouri (2001). Já foi selecionada para participar de masterclasses e workshops de regência com alguns dos melhores regentes e corais do mundo, tais como The King Singers (Inglaterra), Chanticleer (Estados Unidos), Vancouver Chamber Choir (Canadá) e Exaudi (Cuba).  
Isabela Sekeff já participou dos mais importantes grupos da área coral em Brasília, entre eles, o Coro Sinfônico Comunitário da UnB e o Madrigal de Brasília, ambos como regente-assistente. No ano de 1998, gravou o primeiro CD do coral Cantus Firmus, coro independente que a regente fundou em 1992. Seu segundo CD – Cantus Firmus II foi lançado na Livraria Cultura de Brasília batendo recorde de público, desde sua inauguração em Brasília. E este ano acaba de gravar o terceiro CD do grupo – Cantus Firmus - 24 anos. Sob a sua regência, o Coral Cantus Firmus apresentou-se na Espanha, duas vezes no Canadá na ilustre presença da Rainha Elizabeth da Inglaterra, na Argentina, no Equador, e em vários estados do Brasil. 
A maestrina Isabela Sekeff tem atuado ativamente no cenário musical de Brasília e do Brasil, como Regente e professora de Regência Coral. Desde 1992 é professora da Escola de Música de Brasília. Já ministrou cursos de Regência Coral em vários estados tais como Goiás, Pará, Paraíba, e outros. Em Brasília, coordenou duas vezes Coros e Orquestras do Curso Internacional de Verão da Escola de Música de Brasília (CIVEBRA), já ministrou aulas de Regência Coral por outros dois anos, e já foi Coordenadora do Curso Técnico da Escola de Música de Brasília. Nos Estados Unidos, foi monitora da Universidade onde estudou regendo corais de alunos e viajando por vários estados deste país e também para a Itália. 
Atualmente trabalha ativamente com corais de empresas de Brasília, destacando-se o coral do ONS (Operador nacional do Sistema Elétrico), o Coral Corte em Canto do STJ (Superior Tribunal de Justiça, o Coral do IPEA (Instituto de Pesquisa Econômica Aplicada) e o Coral da Brasil Telecom. Nesta última já foi premiada com dois primeiros e dois segundos lugares nos Festivais de Coral da Brasil Telecom com grupos de vários estados do Brasil, tendo como jurados personalidades importantes do cenário musical Brasileiro, tais como a cantora Bibi Ferreira e o maestro Emílio de César. Seus corais de empresa se apresentam regularmente em Brasília e participam ativamente de eventos no Brasil e no exterior, tais como Encontros de Coros em Goiás Velho, Anápolis, Juiz de Fora, Itatiaia, Serra Negra, Maceió, Natal, Mendoza e Bariloche, e outros.

### Experiência Profissional
- Professora-Regente da Escola de Música de Brasília (1992 - atualmente)

- Coordenadora dos Cursos Técnico e Básico da Escola de Música de Brasília (2005 – 2007)

- Regente titular do Coro Técnico da Escola de Música de Brasília (2007 - atualmente)

- Regente titular do Coral Cantus Firmus (1993 - atualmente)

(Participação em Festivais no Brasil e no Exterior )
(Gravação e lançamento de CDI – 1999 e CD II – A nossa  Marca 2004/2005)
- Regente titular do Coral do ONS (Operador Nacional do Sistema Elétrico) (2010- atualmente)

- Regente titular do Coral do Corte em Canto- STJ (2007-atualmente)

- Regente titular do Coral Habas Cantus DO TRF- SINDJUS (2006-2009)

- Professora/Regente do Coral Infantil do Colégio Leonardo da Vinci - unidade ASA SUL (2003-2004)

- Regente titular do Coral da Secretaria da Fazenda-GDF (2003-2004)

- Regente titular do Coral da Brasil Telecom – Matriz DF (2002-2009)

- Professora de Regência Coral e regente do coro infantil e coro de câmara do XXVIII Curso Internacional de Verão da Escola de Música de Brasília (CEP-EMB) (2006)

- Professora de Regência Coral e regente do coro infantil e coro de câmara do XXVIII Curso Internacional de Verão da Escola de Música de Brasília (CEP-EMB) (2005)

- Regente titular do Coral do MDIC (Ministério do Desenvolvimento da Indústria e do Comércio) (2002-2003)

- Monitora na University of Missouri-Columbia/USA, e Regente titular do Coral Chamber Singers (2000-2001)

- Regente titular do Coral da UPIS (1997-1999)

- Regente titular do Coral da Biblioteca Demonstrativa de Brasília (1996-1998)

- Regente assistente do Madrigal de Brasília (1996-1999)

(Participação em Festivais no Brasil e na América Latina)
(Gravação e lançamento de CD - 1998)
- Regente assistente do Grupo vocal Nossas Vozes (1992-1995)

### Outras áreas de atuação
- Clarinete
- Música Popular
- Educação Musical
- Musicoterapia
- Arranjo Vocal
- Edição de Partituras